# Tuhulu Xiang
Tuhulu Xiang (kinesiska: 吐葫芦乡, 吐葫芦) är en socken i Kina. Den ligger i den autonoma regionen Xinjiang, i den nordvästra delen av landet, omkring 580 kilometer öster om regionhuvudstaden Ürümqi. Antalet invånare är 2 582. Befolkningen består av 1 247 kvinnor och 1 335 män. Barn under 15 år utgör 15,0 %, vuxna 15-64 år 75 %, och äldre över 65 år 8,0 %.
Genomsnittlig årsnederbörd är 98 millimeter. Den regnigaste månaden är juni, med i genomsnitt 36 mm nederbörd, och den torraste är mars, med 1 mm nederbörd.